# Deux quatuors opus 64 de Luigi Boccherini
C'est à Madrid en 1804, que Boccherini se met à l'écriture de ses quatuors à cordes opus 64 « composti espressamente per il Cittadino Luciano Bonaparte ». Cette dédicace à Lucien Bonaparte pose un problème. En effet, en 1801, il a cessé ses fonctions d'ambassadeur à Madrid. Certains commentateurs tels que Louis Picquot, son premier biographe, ont estimé que Lucien Bonaparte versait au compositeur une pension annuelle. Mais, aucune documentation n'en fait part. Yves Gérard pour sa part privilégie l'opportunisme politique de Boccherini en quête de mécènes. Sans doute initialement prévu pour un recueil de six, le compositeur de plus en plus affaibli, n'en achève qu'un, celui en fa majeur (G.248). Du second ne subsiste que son premier mouvement, un Allegro con brio en ré majeur (G.249).

## Analyse

### Quatuor à cordesno1enfa majeur
« Un esprit de jeunesse et d'exultation » parcourt de bout en bout ce dernier quatuor achevé. Sa tonalité pastorale de fa majeur n'est pratiquement jamais remise en question dans l’Allegro molto de forme sonate, plus régulière que jamais. Par endroits, des réminiscences de fandango, danse qu'affectionne Boccherini, se font entendre. 
L’Adagio non tanto est une sorte de sicilienne que le premier violon entonne pianissimo , délicatement ornée et variée par les autres instruments.
Le finale, énergique et « d'une impertinence souriante », fait, selon Luigi Della Croce, penser déjà aux ouvertures de Rossini.

### Quatuor à cordesno2enré majeur
Avec un rappel obstiné de la tonique par quatre fois, le second quatuor en ré majeur, est à lui seul un opéra en miniature. Volontiers ironique, exubérant, réservant plein de surprises à l'auditeur, Boccherini s'autorise même l'utilisation de pizzicati, technique qu'il avait jusqu'ici employée avec parcimonie dans ses quatuors à cordes. « Ainsi se termine son ultime page, avec cet Allegro con brio, répétant les dernières idées du second thème, comme un message extrême de bonheur ».

## Structure
- Quatuor à cordes no 1 en fa majeur opus 64 (G.248)

1. Allegro molto, 4/4, fa majeur
2. Adagio non tanto, 6/8, si bémol majeur
3. Allegro vivo ma non presto, 2/4, fa majeur

Sa durée d'exécution est d'environ 15 minutes.
- Quatuor à cordes no 2 en ré majeur opus 64 (G.249)

1. Allegro con brio, 3/4, ré majeur

Sa durée d'exécution est d'environ 6 minutes.

## Publications
Ces deux derniers quatuors à cordes de Boccherini sont Opera Grande dans son catalogue  autographe et n'ont pas été publiés du vivant du compositeur.

## Discographie
- String quartets op.39 - 41 - 64 (vol. II), Quartetto D'archi di Venezia, Dynamic CDS 127, 1995.
- String quintets G.249[6] - 337 - 338 - 339, Ensemble concertant Frankfurt,  MDG 603 1040-2, 2001.